# Charles Clyde Ebbets
Pour le joueur de baseball, voir Charles Ebbets.

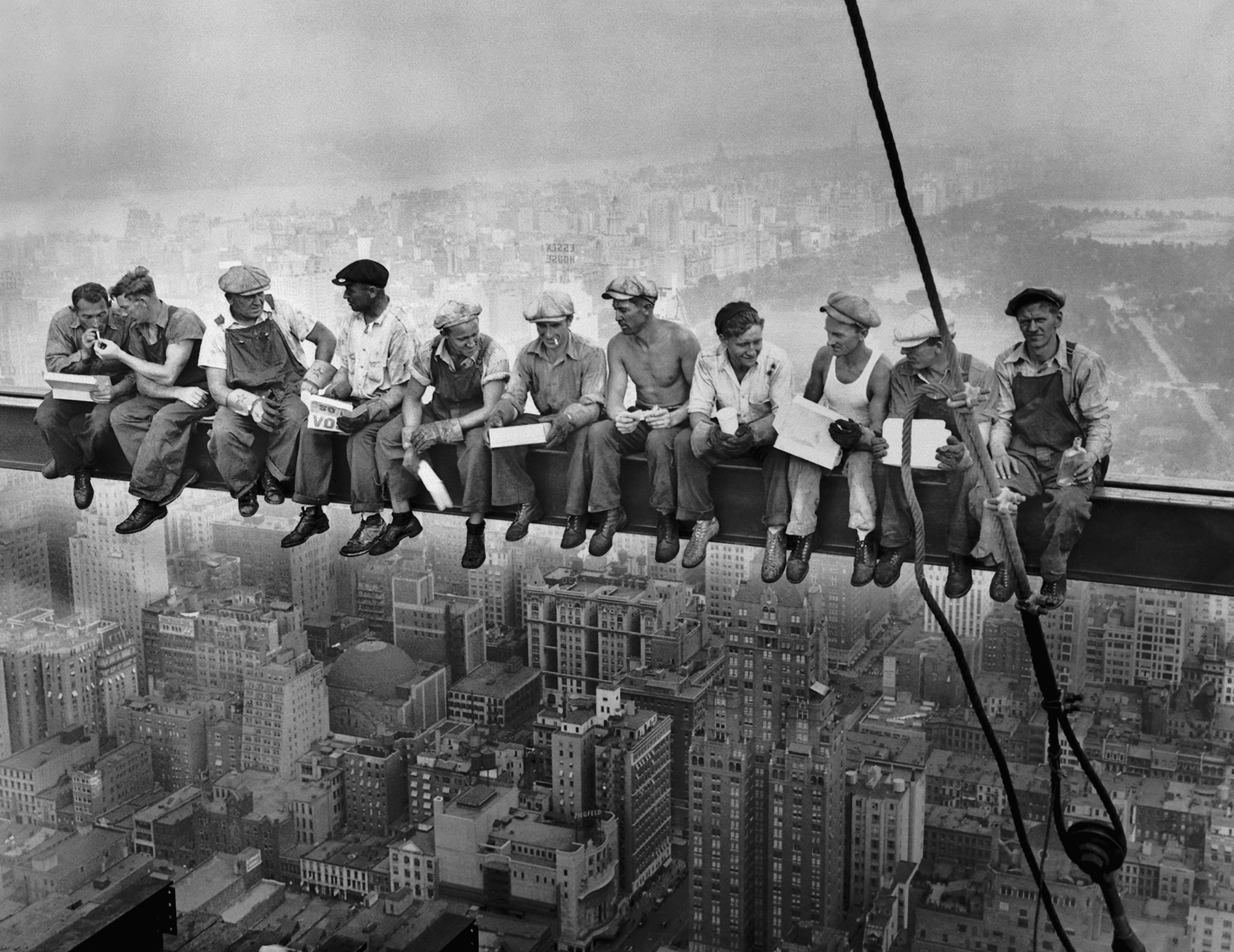
Lunch atop a Skyscraper 1932.

Charles Clyde Ebbets (né le 18 août 1905 à Gadsden (Alabama), mort le 14 juillet 1978) est un photographe américain.
Il s'est fait connaître principalement par deux photographies célèbres réalisées pendant la construction du Rockefeller Center en 1932 :
- La première, Lunch atop a Skyscraper représente onze ouvriers en train de déjeuner sur une poutre, et sans la moindre sécurité ;
- La seconde, Resting on a Girder montre ces mêmes ouvriers en train de se reposer, au-dessus du vide.

Avant octobre 2003, Ebbets n'était pas reconnu comme l'auteur de la photo par l'entreprise qui en possédait les droits. Mais il a depuis été reconnu comme son auteur, de même que celui de dizaines d'autres œuvres.